# مار ویستا (لس آنجلس)
مار ویستا، لس آنجلس (به انگلیسی: Mar Vista) یک منطقهٔ مسکونی در ایالات متحده آمریکا است که در لس آنجلس واقع شده‌است.